# القرشان
القرشان قرية سعودية، تقع في محافظة الجموم بمنطقة مكة المكرمة، غرب المملكة العربية السعودية.